# 9466 Shishir
A 9466 Shishir (ideiglenes jelöléssel (9466) 1998 KR46) a Naprendszer kisbolygóövében található aszteroida. A LINEAR projekt keretében fedezték fel 1998. május 22-én.